# Gabriel Rasch
Ole Gabriel Rasch (Hole, 8 april 1976) is een voormalig Noors wielrenner. Hij beëindigde zijn carrière na Parijs-Roubaix 2014.

## Overwinningen
1994
 Noors kampioen tijdrijden, Beloften
 Noors kampioen ploegentijdrit, Junioren
2001
 Noors kampioen ploegentijdrit, Elite
 Noors kampioen tijdrijden, Beloften
2003
 Noors kampioen op de weg, Elite
2006
GP Möbel Alvisse
Eindklassement Ringerike GP
2007
3e etappe Ronde van Rhône-Alpes Isère
Eindklassement Ronde van Rhône-Alpes Isère
2011
Ringerike GP

## Resultaten in voornaamste wedstrijden
| Jaar | Ronde van Italië | Ronde van Frankrijk | Ronde van Spanje |
| ---- | ---------------- | ------------------- | ---------------- |
| 2006 |                  |                     |                  |
| 2008 |                  |                     | 86e              |
| 2009 |                  |                     | 101e             |
| 2010 | opgave           |                     |                  |
| 2011 |                  |                     |                  |
| 2012 | 151e             |                     | 118e             |
| 2013 |                  |                     |                  |
| 2014 |                  |                     |                  |

| Jaar | Milaan-San Remo | Gent-Wevelgem | Ronde van Vlaanderen | Parijs-Roubaix | Amstel Gold Race | Ronde van Lombardije |  | WK op de weg |
| ---- | --------------- | ------------- | -------------------- | -------------- | ---------------- | -------------------- |  | ------------ |
| 2006 |                 |               |                      |                |                  |                      |  | 111e         |
| 2008 | 148e            | 54e           | opgave               | 66e            |                  |                      |  |              |
| 2009 | 60e             | 29e           | 44e                  | 46e            | opgave           |                      |  | 87e          |
| 2010 | 59e             |               | opgave               | 50e            |                  | opgave               |  |              |
| 2011 |                 | 156e          |                      | 23e            | 51e              | opgave               |  | 47e          |
| 2012 | opgave          |               |                      |                |                  |                      |  | opgave       |
| 2013 | 27e             | 51e           | opgave               | 97e            |                  |                      |  |              |
| 2014 | opgave          |               | opgave               | 117e           |                  |                      |  |              |

## Ploegen
- 2002- Team Krone
- 2003- Team Ringerike
- 2003- Team Fakta (stagiair vanaf 1-9)
- 2005- Team Sparebanken Vest
- 2006- Team Maxbo Bianchi
- 2007- Team Maxbo Bianchi
- 2008- Crédit Agricole
- 2009- Cervélo Test Team
- 2010- Cervélo Test Team
- 2011- Team Garmin-Cervélo
- 2012- FDJ-BigMat
- 2013- Sky ProCycling
- 2014- Team Sky (tot 30-4)